# 2905 Plaskett
2905 Plaskett este un asteroid din centura principală, descoperit pe 24 ianuarie 1982, de Edward Bowell.